# バイアーノ
バイアーノ（イタリア語: Baiano）は、イタリア共和国カンパニア州アヴェッリーノ県にある、人口約4,700人の基礎自治体（コムーネ）。
県都アヴェッリーノからは山を隔てカンパニア平原 (it:Pianura Campana) 側にある町で、チルクムヴェスヴィアーナ鉄道の鉄道路線（ナポリ＝バイアーノ線）がナポリから当地まで伸びている。

## 地理

### 位置・広がり
アヴェッリーノ県南西部のコムーネ。県都アヴェッリーノから西北西へ15km、カゼルタから東南東へ28km、州都ナポリから東北東へ31kmの距離にある。

#### 隣接コムーネ
隣接するコムーネは以下の通り。括弧内のNAはナポリ県所属を示す。
- アヴェッラ
- ムニャーノ・デル・カルディナーレ
- シリニャーノ
- スペローネ
- ヴィシャーノ (NA)